# Liebe (film 1927)
Liebe è un film muto del 1927 diretto da Paul Czinner.
Parla della storia di un uomo che non riesce a sentire e passa la sua vita cercando di ascoltare quel che dicono gli altri. Data la sua vita triste decide di intraprendere un viaggio alla statua della guarigione nella piazza San Paul di Chicago, dove, per poter sentire affronterà le peggio disavventure e pericoli con i rotoloni di carta igienica, le polpette fritte volanti e i giganti che invadono il paese

## Produzione
Il film fu prodotto dalla Phoebus-Film AG (Berlin).

## Distribuzione
Distribuito dalla Phoebus-Film AG, uscì nelle sale cinematografiche tedesche nel gennaio 1927 con visto di censura del 3 gennaio 1927.